# William Ralph Driffill
William Ralph Driffill (Dunstable, Angleterre, 8 décembre 1870 - Barnet, 24 avril 1922) est un organiste et compositeur anglais.

## Biographie
William Ralph est le fils de William Driffill et de Mary Potter. Son père est plombier et dirige sa propre entreprise à Dunstable.
Driffill étudie à la Royal Academy of Music en 1890 où il a obtient plusieurs médailles pour son jeu et sa composition.
De 1901 à 1916, il est organiste à l'église paroissiale de St Mary the Virgin à Monken Hedley dans le Hertfordshire, où il donne également des cours privés. Il y accompagne des chorales et donne des concerts incluant ses propres compositions. Il se produit principalement dans le sud de l'Angleterre. Il est souvent accompagné de son cousin Frederick Gostelow.
En 1908, il épouse Kate Prior. Leur plus jeune fille nait six mois après sa mort subite d'un pneumonie en 1922. En raison de l'énorme impact de ce décès, sa musique est conservée par sa fille pendant des années. Une petite-fille de la plus jeune fille hérite des partitions après la mort de sa mère en 1998 et entend un jour un enregistrement de la Toccata en fa mineur et majeur joué par Klaas Jan Mulder. Il y figure également des chants, de la musique liturgique et quelques manuscrits inachevés,.
Divers organistes néerlandais (dont Marco den Toom, Minne Veldman (nl), Gert van Hoef, Klaas Jan Mulder, Willem Hendrik Zwart) ont ou avaient la Toccata de WR Driffill à leur répertoire.

## Œuvres d'orgue
- Suite n°1 en fa mineur, opus 14, 1905. Suite de Trois Pièces.
- Toccata en fa mineur et fa majeur[4].
- Suite n°2 en mi mineur, 1910. Suite Trois Pièces.